# 阿隆佐·邱奇
阿隆佐·邱奇（Alonzo Church，1903年6月14日—1995年8月11日）是美国数学家，1936年发表可计算函数的第一份精确定义，对理论的系统发展做出巨大贡献。邱奇在普林斯顿大学受教并工作四十年，曾任数学与哲学教授。1967年迁往加利福尼亚大学洛杉矶分校。
解决算法问题包括构造一个能解决某一指定集及其他相关集的算法，如果该算法无法构建，则表明该问题是不可解的。证明此种问题不可解性的定理是算法理论中的一大突破，邱奇的算法即为该类算法的首例。邱奇证明了基本几何问题的算法不可解性。同时证明了一阶逻辑中真命题全集的解法问题是不可解的。

## 著作
《数理逻辑介绍》，Introduction to Mathematical Logic (ISBN 0-691-02906-7)